# S-Bahn Mitteldeutschland
S-Bahn Mitteldeutschland är ett pendeltågsnät (S-tåg) i storstadsområdet runt Leipzig och Halle an der Saale i Tyskland. S-tågs-nätet är en utvidgning av den tidigare Leipzig-Halle S-Bahn. Nätet var ursprungligen två separata pendeltågsnät som grundades 1969. 2004 slogs nätet ihop. När City-Tunnel Leipzig öppnade 15 december 2013  utvidgades nätet till förbundsländerna Thüringen och Brandenburg. 90.000 resor genomförs var dag i pendeltågsnätet.   

Linjenätet december 2022

## Aktuellt linjenät
| Linje | Sträcka | Frekvens(min.)      |
| ----- | --- | ------------------- |
| S1    | Leipzig Miltitzer Allee – Leipzig Karlsruher Straße – Leipzig Allee Center – Leipzig-Grünauer Allee – Leipzig-Plagwitz – Leipzig-Lindenau – Leipzig-Leutzsch – Leipzig-Möckern – Leipzig Coppiplatz – Leipzig-Gohlis – Leipzig Hauptbahnhof– Leipzig Markt – Leipzig Wilhelm-Leuschner-Platz – Leipzig Bayerischer Bahnhof – Leipzig MDR – Leipzig Völkerschlachtdenkmal – Leipzig-Stötteritz | 30                  |
| S2    | Jüterbog – Niedergörsdorf – Blönsdorf – Zahna – Bülzig – Zörnigall – Lutherstadt Wittenberg Hbf | Enstaka avgångar    |
| S2    | Lutherstadt Wittenberg Hbf – Pratau – Bergwitz – Radis – Gräfenhainichen – Burgkemnitz – Muldenstein – Bitterfeld | 120                 |
| S2    | Dessau Hbf – Dessau Süd – Marke – Raguhn – Jeßnitz (Anh) – Wolfen (Kr Bitterfeld) – Greppin – Bitterfeld | 120                 |
| S2    | Bitterfeld – Petersroda – Delitzsch unterer Bf | 30 (M–F) 60 (Lö+Sö) |
| S2    | Delitzsch unterer Bf – Zschortau – Rackwitz (b Leipzig) – Leipzig Messe – Leipzig Essener Straße – Leipzig Nord – Leipzig Hauptbahnhof – Leipzig Markt – Leipzig Wilhelm-Leuschner-Platz – Leipzig Bayerischer Bahnhof – Leipzig MDR – Leipzig Völkerschlachtdenkmal – Leipzig-Stötteritz | 30                  |
| S3    | Halle-Nietleben – Halle-Neustadt – Halle Zscherbener Straße – Halle-Südstadt – Halle-Silberhöhe – Halle Rosengarten – Halle Hauptbahnhof – Halle Messe – Dieskau – Gröbers – Großkugel – Schkeuditz West – Schkeuditz – Leipzig-Lützschena – Leipzig-Wahren – Leipzig Slevogtstraße – Leipzig Olbrichtstraße – Leipzig-Gohlis – Leipzig Hauptbahnhof – Leipzig Markt – Leipzig Wilhelm-Leuschner-Platz – Leipzig Bayerischer Bahnhof – Leipzig MDR – Leipzig Völkerschlachtdenkmal – Leipzig-Stötteritz – Leipzig Anger-Crottendorf – Leipzig-Engelsdorf – Borsdorf – Gerichshain – Machern (Sachs) – Altenbach – Bennewitz – Wurzen | 30                  |
| S3    | Wurzen – Kühren – Dahlen (Sachs) – Oschatz | Enstaka avgångar    |
| S4    | Hoyerswerda – Schwarzkollm – Lauta (Niederlausitz) – Hosena – Ruhland – Lauchhammer – Plessa – Elsterwerda-Biehla – Bad Liebenwerda – Falkenberg (Elster) – Rehfeld (b Falkenberg/Elster) – Beilrode – Torgau | 120                 |
| S4    | Torgau – Mockrehna – Doberschütz – Eilenburg Ost – Eilenburg – Jesewitz (b Leipzig) – Pönitz (b Leipzig) – Taucha (b Leipzig) | 30/30/60            |
| S4    | Taucha (b Leipzig) – Leipzig-Heiterblick – Leipzig-Thekla – Leipzig Mockauer Straße – Leipzig Nord – Leipzig Hauptbahnhof – Leipzig Markt – Leipzig Wilhelm-Leuschner-Platz – Leipzig Bayerischer Bahnhof – Leipzig MDR – Leipzig-Connewitz – Markkleeberg Nord – Markkleeberg – Markkleeberg-Großstädteln – Markkleeberg-Gaschwitz | 30                  |
| S5    | Halle Hauptbahnhof – Flughafen Leipzig/Halle – Leipzig Messe – Leipzig Hauptbahnhof – Leipzig Markt – Leipzig Wilhelm-Leuschner-Platz – Leipzig Bayerischer Bahnhof – Leipzig MDR – Leipzig-Connewitz – Markkleeberg Nord – Markkleeberg – Böhlen (b Leipzig) – Böhlen Werke – Neukieritzsch – Deutzen – Regis-Breitingen – Treben-Lehma – Altenburg | 60                  |
| S5    | Altenburg – Lehndorf (Kr Altenburg) – Gößnitz – Ponitz – Crimmitschau – Schweinsburg-Culten – Werdau Nord – Werdau – Steinpleis – Lichtentanne (Sachs) – Zwickau (Sachs) Hbf | 120                 |
| S5X   | Halle Hauptbahnhof – Flughafen Leipzig/Halle – Leipzig Messe – Leipzig Hauptbahnhof – Leipzig Markt – Leipzig Wilhelm-Leuschner-Platz – Leipzig Bayerischer Bahnhof – Leipzig MDR – Leipzig-Connewitz – Markkleeberg Nord – Markkleeberg – Böhlen (b Leipzig) – Altenburg – Gößnitz – Crimmitschau – Werdau – Zwickau (Sachs) Hbf | 60                  |
| S6    | Leipzig Messe – Leipzig Essener Straße – Leipzig Nord – Leipzig Hauptbahnhof – Leipzig Markt – Leipzig Wilhelm-Leuschner-Platz – Leipzig Bayerischer Bahnhof – Leipzig MDR – Leipzig-Connewitz – Markkleeberg Nord – Markkleeberg – Markkleeberg-Großstädteln – Markkleeberg-Gaschwitz – Großdeuben – Böhlen (b Leipzig) – Böhlen Werke – Neukieritzsch – Lobstädt – Borna (b Leipzig) | 30                  |
| S6    | Borna (b Leipzig) – Petergrube – Neukirchen-Wyhra – Frohburg – Geithain | 60                  |
| S7    | Halle Hauptbahnhof – Halle Rosengarten – Halle-Silberhöhe – Halle-Südstadt – Angersdorf – Zscherben – Teutschenthal Ost – Teutschenthal – Wansleben am See – Amsdorf – Röblingen am See – Erdeborn – Lutherstadt Eisleben | 60                  |
| S7    | Lutherstadt Eisleben – Wolferode – Blankenheim – Riestedt – Sangerhausen | Enstaka avgångar    |
| S8    | Jüterbog – Niedergörsdorf – Blönsdorf – Zahna – Bülzig – Zörnigall – Lutherstadt Wittenberg Hbf | Enstaka avgångar    |
| S8    | Lutherstadt Wittenberg Hbf – Pratau – Bergwitz – Radis – Gräfenhainichen – Burgkemnitz – Muldenstein – Bitterfeld | 120                 |
| S8    | Dessau Hbf – Dessau Süd – Marke – Raguhn – Jeßnitz (Anh) – Wolfen (Kr Bitterfeld) – Greppin – Bitterfeld | 120                 |
| S8    | Bitterfeld – Roitzsch (Kr Bitterfeld) – Brehna – Landsberg (b Halle/Saale) – Hohenthurm – Halle centralstation | 30 (M–F) 60 (Lö+Sö) |
| S9    | Halle Hauptbahnhof – Peißen – Reußen – Landsberg (b Halle/Saale) Süd – Klitschmar – Kyhna – Delitzsch oberer Bahnhof – Hohenroda – Krensitz – Kämmereiforst – Eilenburg | 120 60              |
| S10   | Leipzig Miltitzer Allee – Leipzig Karlsruher Straße – Leipzig Allee Center – Leipzig-Grünauer Allee – Leipzig-Plagwitz – Leipzig-Lindenau – Leipzig-Leutzsch – Leipzig-Möckern – Leipzig Coppiplatz – Leipzig-Gohlis – Leipzig Hauptbahnhof |                     |
| S47   | Halle-Trotha – Halle Wohnstadt Nord – Halle Zoo – Halle Dessauer Brücke – Halle Steintorbrücke – Halle Hauptbahnhof | 60                  |

## Historia
S-Bahn Mitteldeutschland är ursprungligen två separata pendeltågsnät, Halle och Leipzig, vilka grundades 1969 och slogs ihop 2004.

### Halles pendeltågsnät

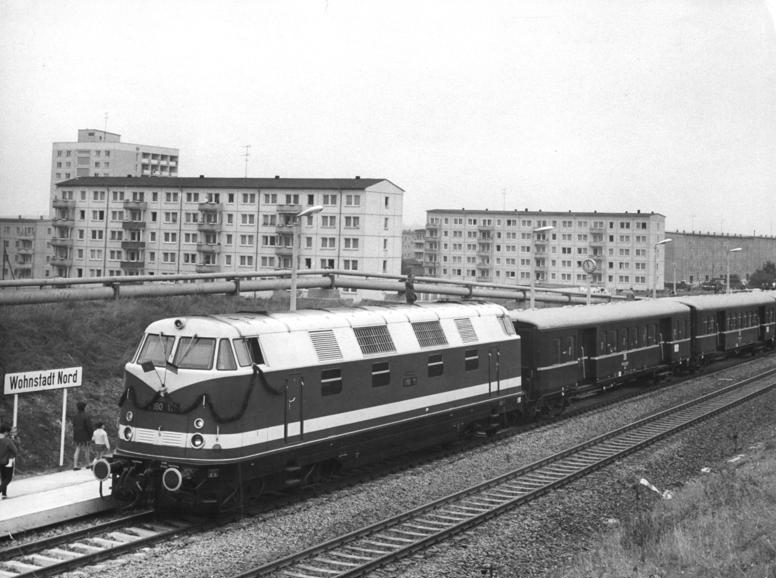
Pendeltåg på Halle-Nord, premiärdagen 27 September 1969.

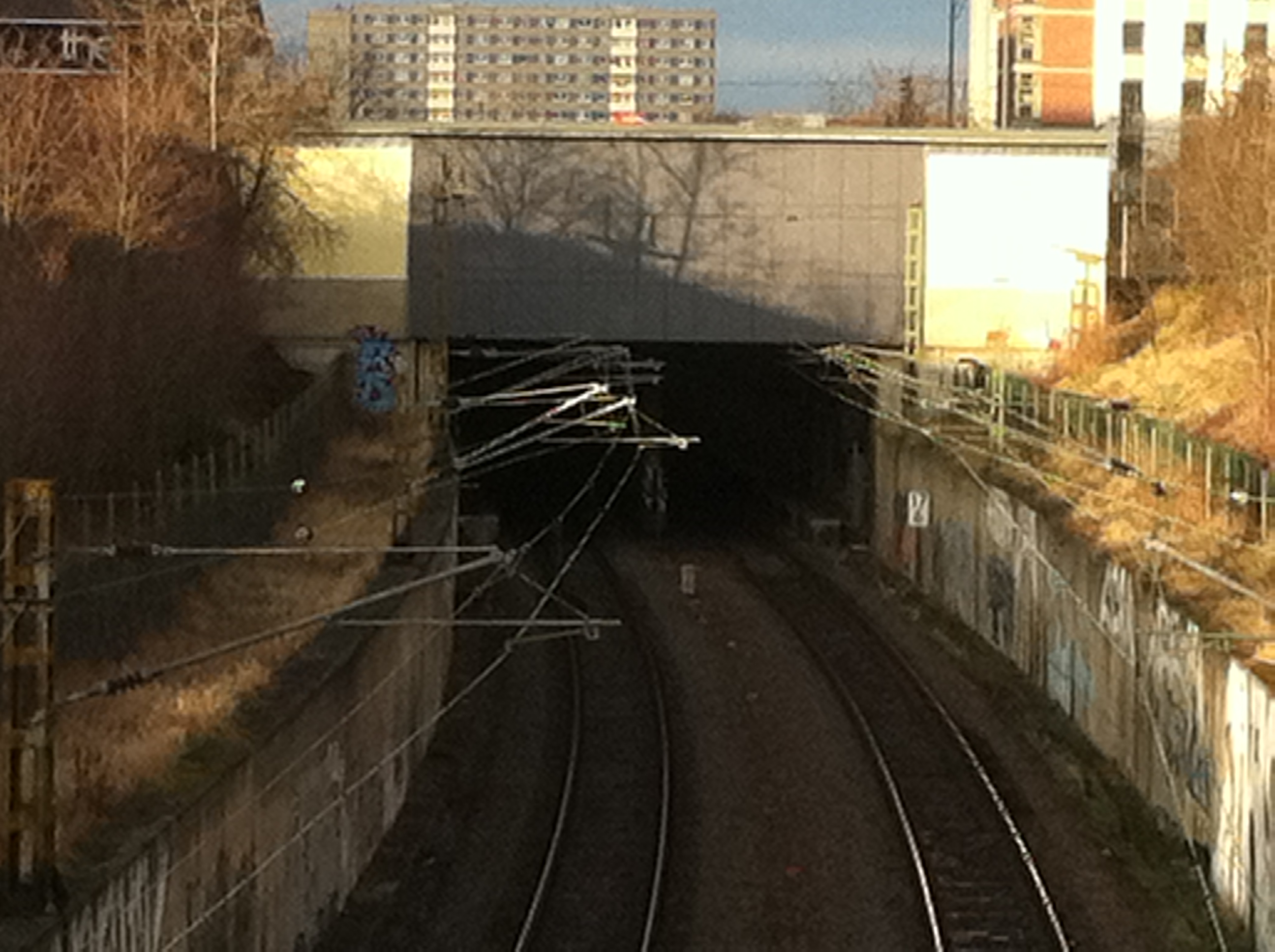
Pendeltågstunnel i Halle

Halles pendeltågsnät gick i en U-formad linjedragning från stadsdelen Trotha i norra Halle till Halle-Dölau, via Halle centralstation, och Halle-Neustadt på västra sidan om floden Saale. Idag är delen Halle-Nietleben - Halle-Dölau nedlagd.

### Leipzigs pendeltågsnät

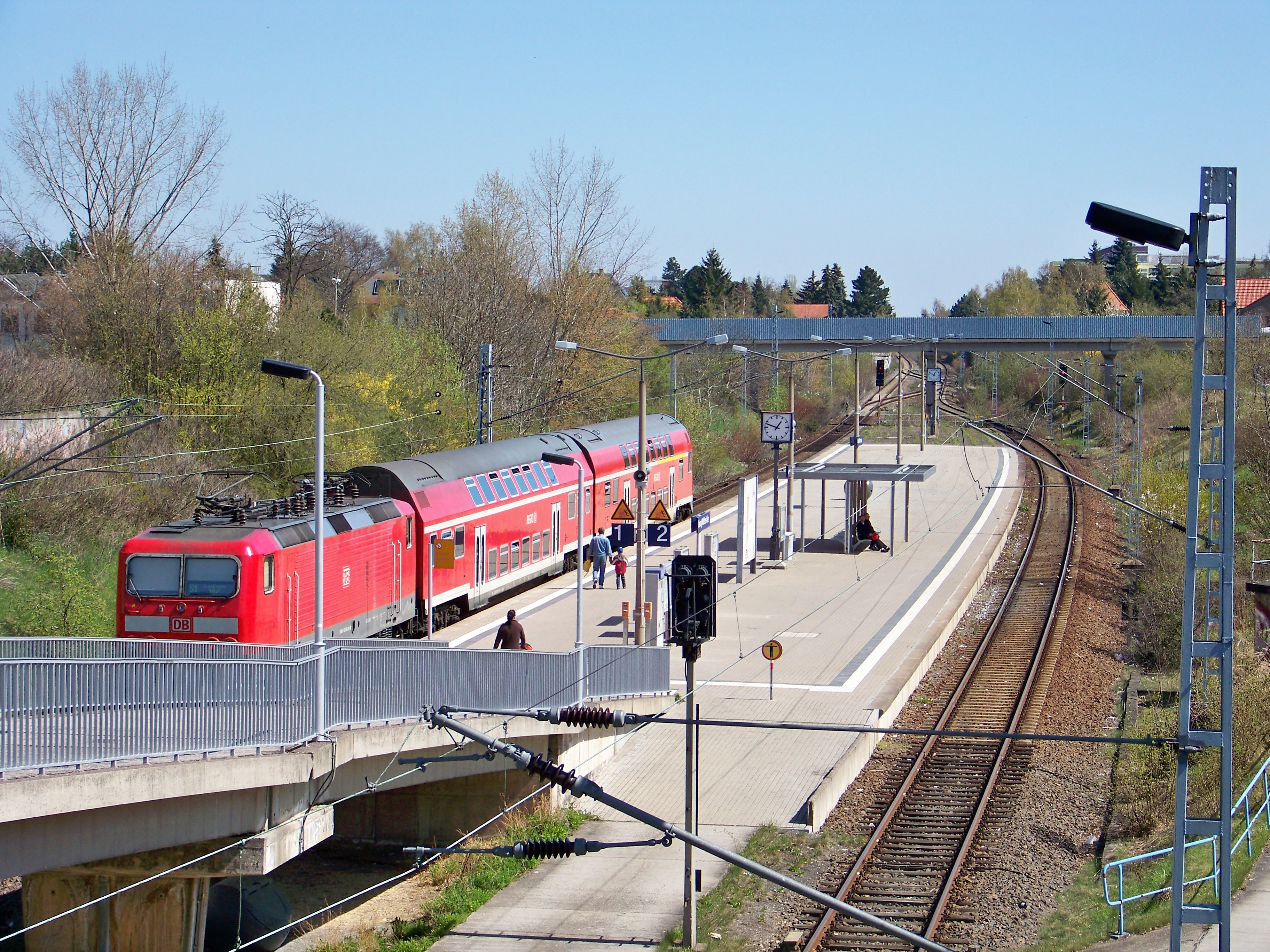
Tåg på S-Bahn linje 1 på ändstationen Miltitzer Allee

Leipzigs pendeltågsnät utgick norr från Leipzigs centralstation (säckstation) och gick sedan runt på båda sidor av staden för att sedan anslutas söder om staden i Markkleeberg. Det hjärtformade linjenätet kördes i en rund slinga på båda håll ner till den södra ändstationen Gaschwitz. Nätet byggdes senare ut med linjer till Wurzen i öst, och Grünau i väst via järnvägen Leipzig-Plagwitz–Leipzig Miltitzer Allee. 

### Pendeltågsnäten slås ihop
Tät persontågstrafik har förekommit mellan städerna sedan 1920-talet. 
19 Mars 2002 började arbetet med en ny pendeltågslinje mellan Leipzig och Halle. Linjen kom att kosta 234 miljoner euro och finansierades till stor del av den tyska staten, men även av förbundsländerna Sachsen och Sachsen-Anhalt . 12 december 2004 stod linjen klar som planerat. Den nya linjen går från Leipzigs centralstation till Leipzig-Wahren, via en gammal godstågslinje. Den nya pendeltågslinjen ersatte linjen Leipzig - Halle via Wiederitzsch. Sedan 2003 går det regionaltåg på den ersatta linjen för att passagerare till och från Leipzig/Halles flygplats ska få god tillgänglighet. I december 2022 öppnade linje S10 som går mellan Leipzig Miltitzer Allee och Leipzig Hauptbahnhof.

## Fordon

### Dåtid

#### Dubbeldäckartåg
Fram till december 2013 användes äldre moderniserade dubbeldäckarvagnar från 1970-talet. Tågen gick i push-pull, där ett lok är i ena änden och en manövervagn i den andra. Nya manövervagnar tillverkades 1992. Till linje S10 tillverkades specifika tågsätt 2004, vilka nu även trafikerar fler linjer men trafikerade förr enbart S10.

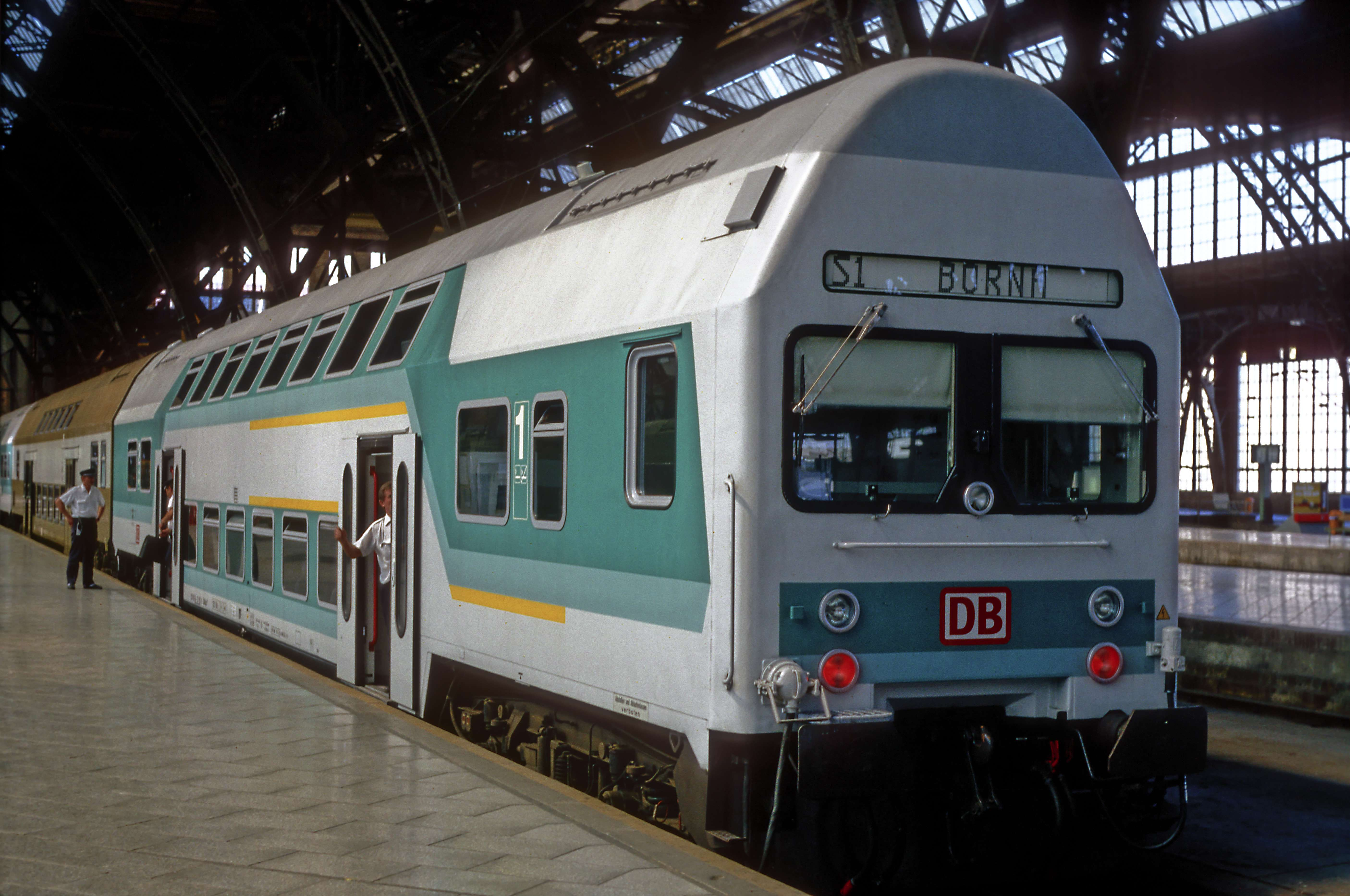
Moderniserad manövervagn på Leipzigs centralstation 1995.
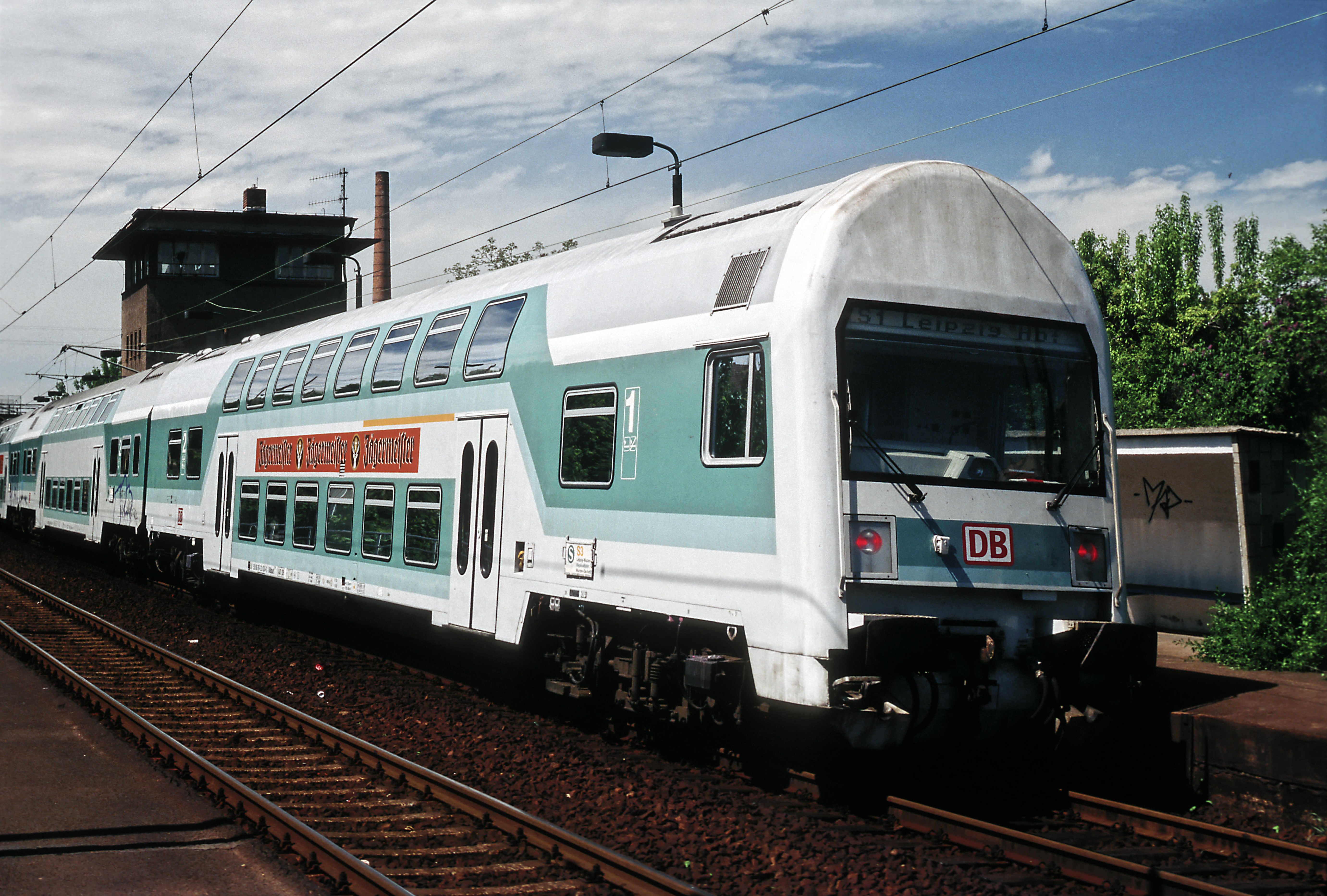
Moderniserat dubbeldäckartåg på linje S1 1995 på Leipzig-Sellerhausen. Manövervagnen är från 1992.
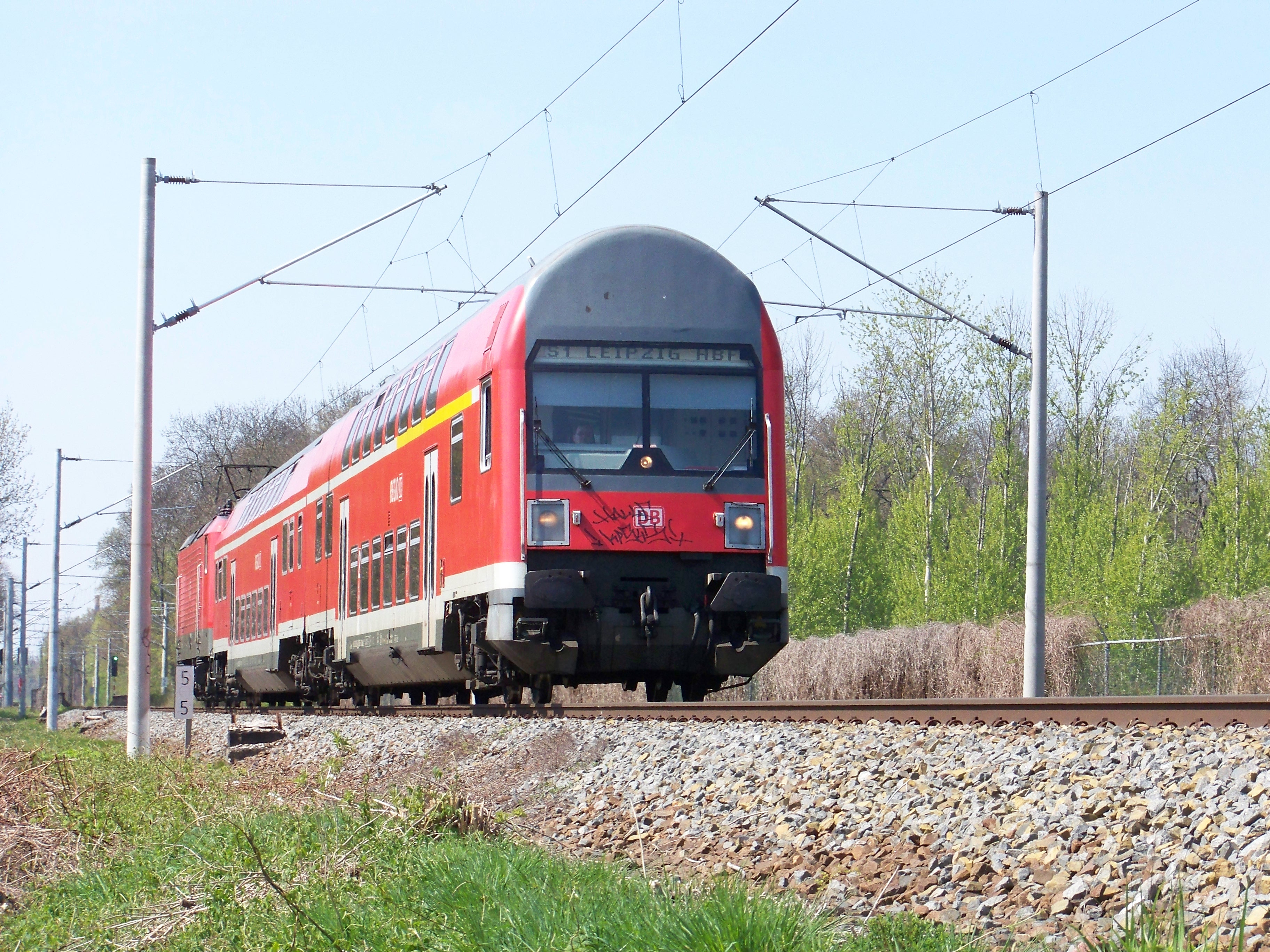
Moderniserat dubbeldäckartåg på linje S1 med en manövervagn från 1992. Fotot är taget i april 2010 mellan Leipzig-Leutzsch and Leipzig-Möckern.
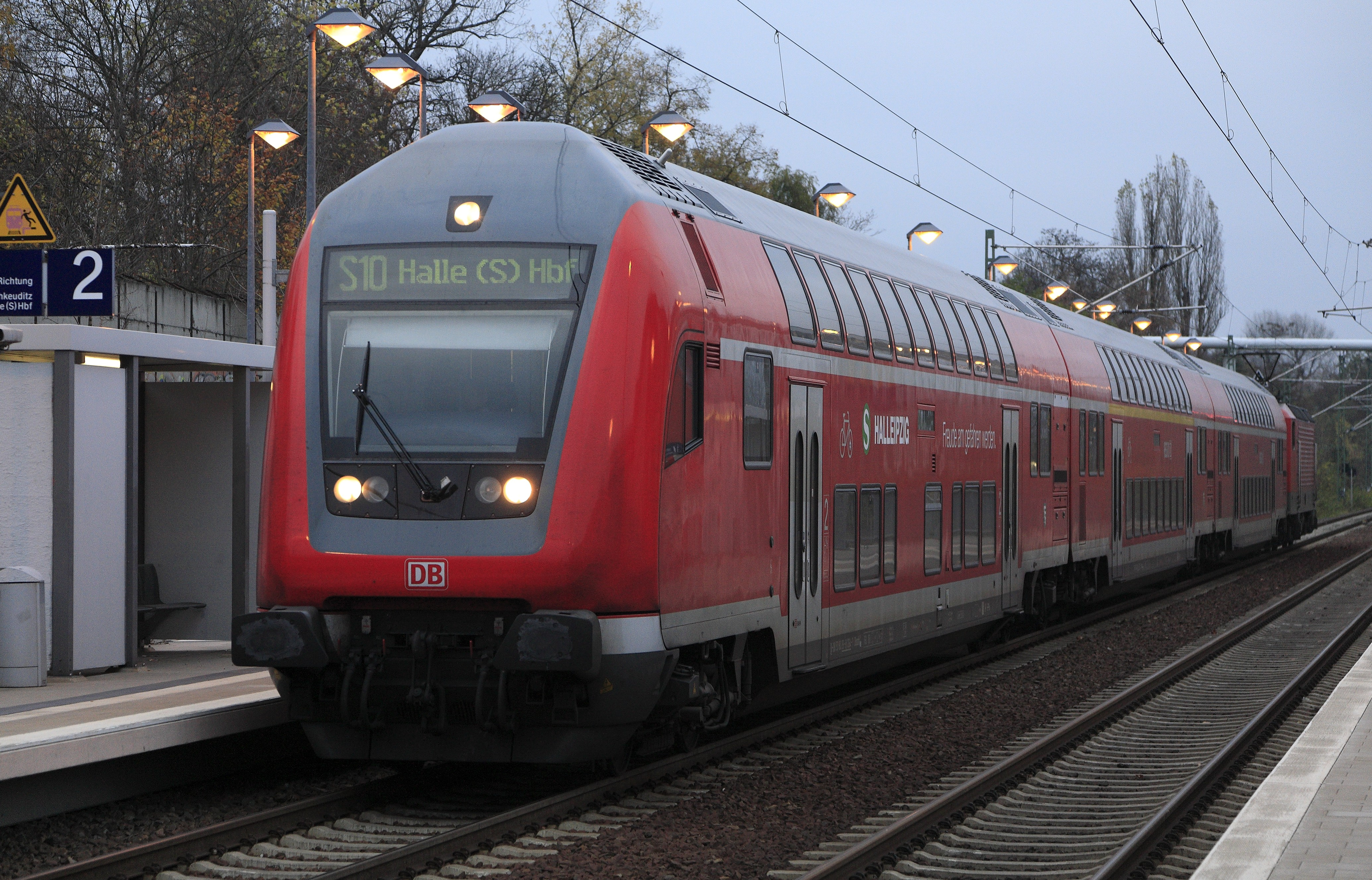
Ett nytt dubbeldäckartåg, producerat 2004, på linje S10 i November 2013 på Leipzig Olbrichtstraße.

### Nutid

#### Bombardier Talent 2
I december 2013 beställde S-Bahn Mitteldeutschland GmbH 51 stycken Bombardier Talent 2, och 29 st till 2016. 55 av tågsätten har tre vagnar, 15 har fyra vagnar, och 10 stycken har 5 vagnar. De nya fordonen har en maxhastighet på 160 km/h och är målade i silver och grönt. Tågen kostade 200 miljoner euro. Samma modell används även i regionaltåg mellan Leipzig och Dresden samt leipzig och Cottbus.

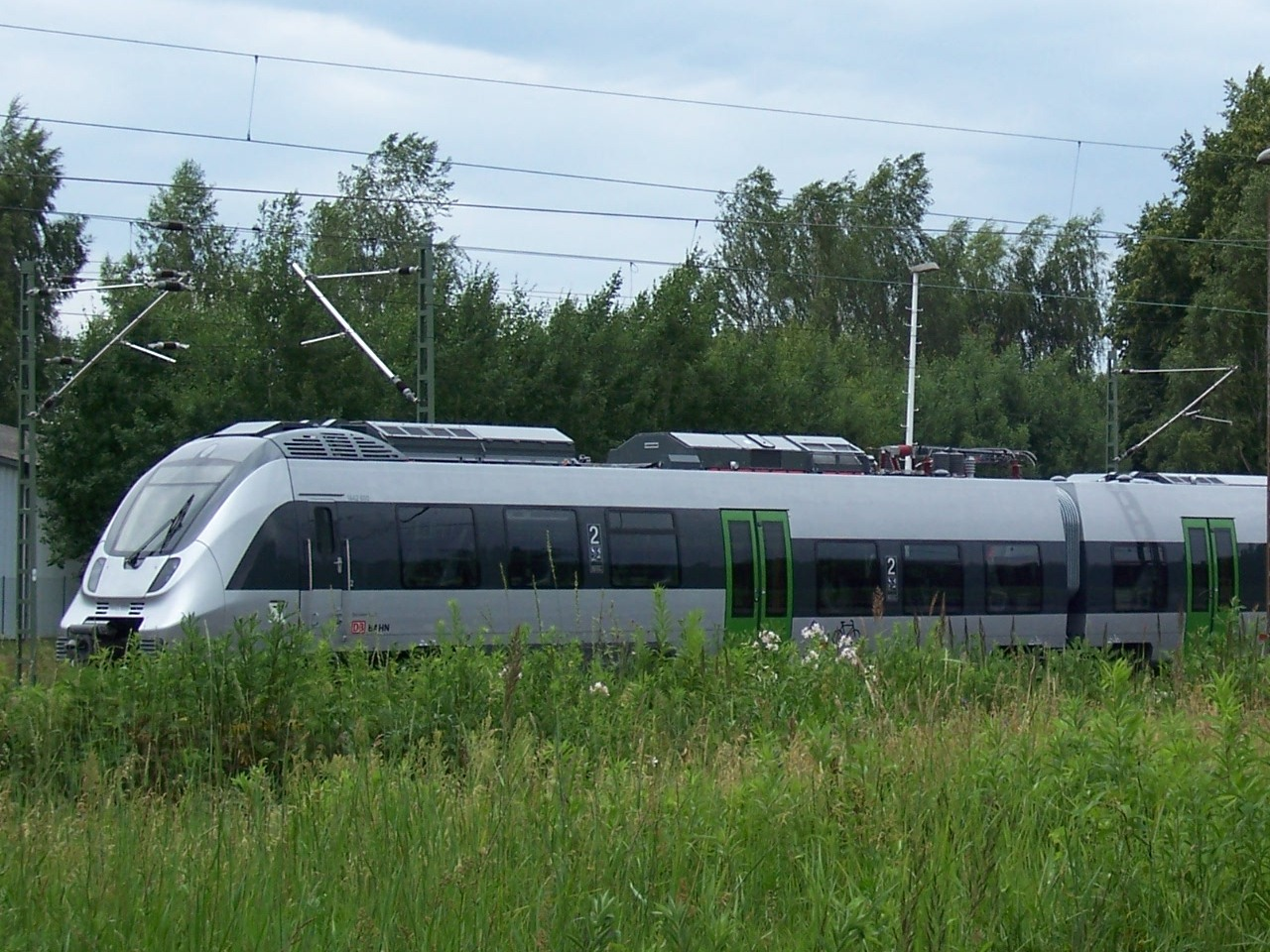
Bombardier Talent 2 på fabriksområdet i Hennigsdorf, juni 2012
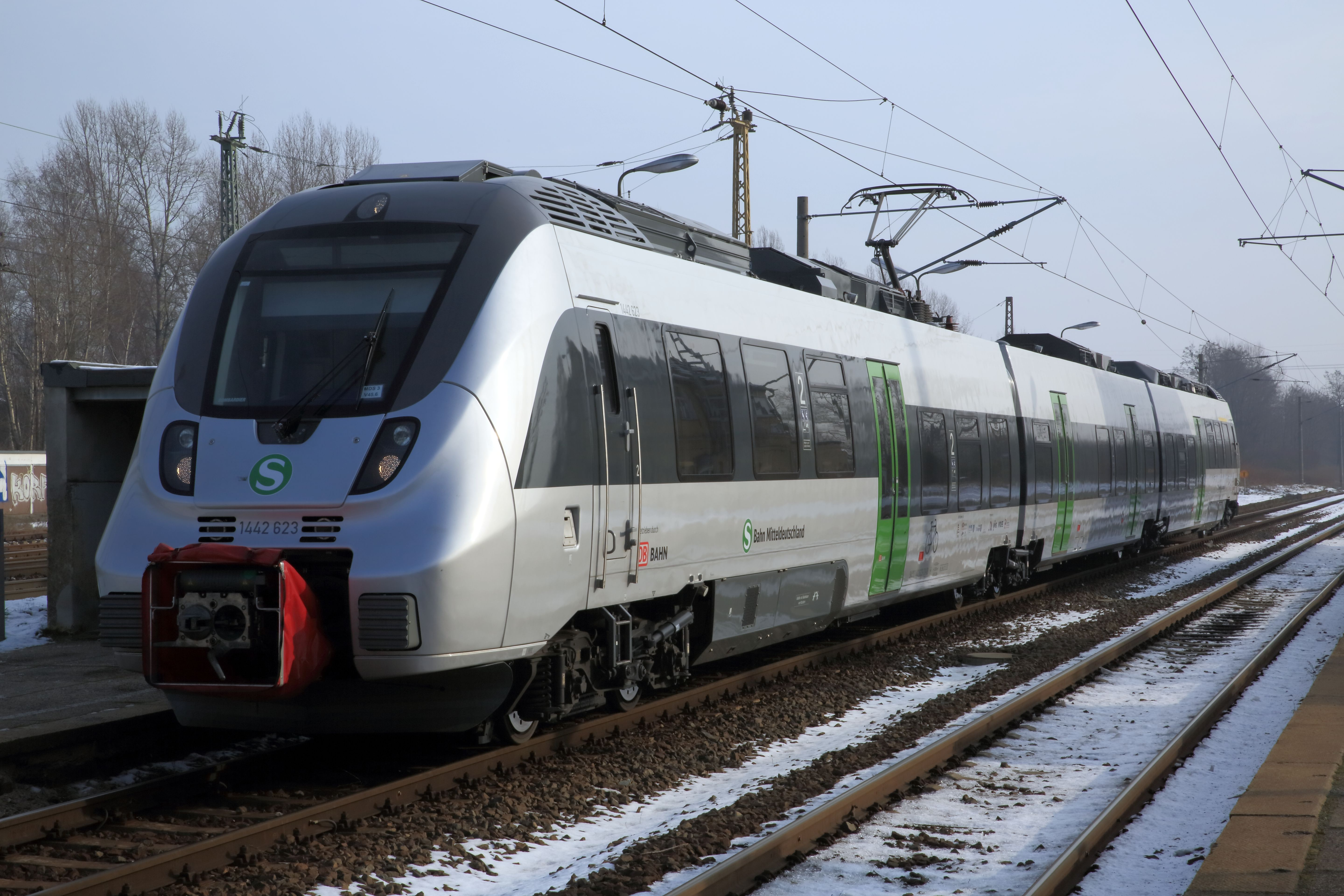
En av 50 korta tågsätt (tre vagnar) på Leipzig-Thekla
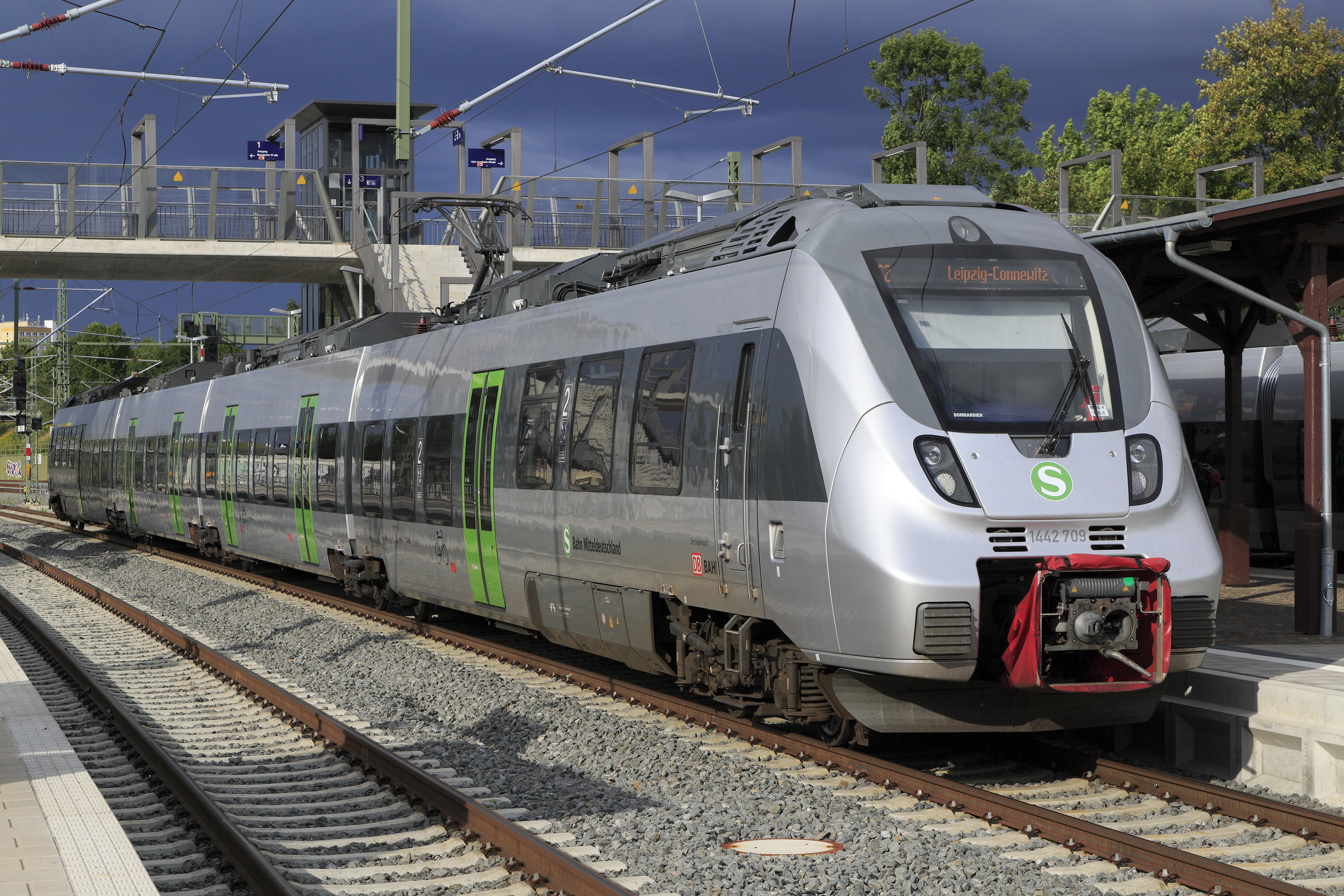
Ett av 15 långa tågsätt (fyra vagnar) på Leipzig-Connewitz
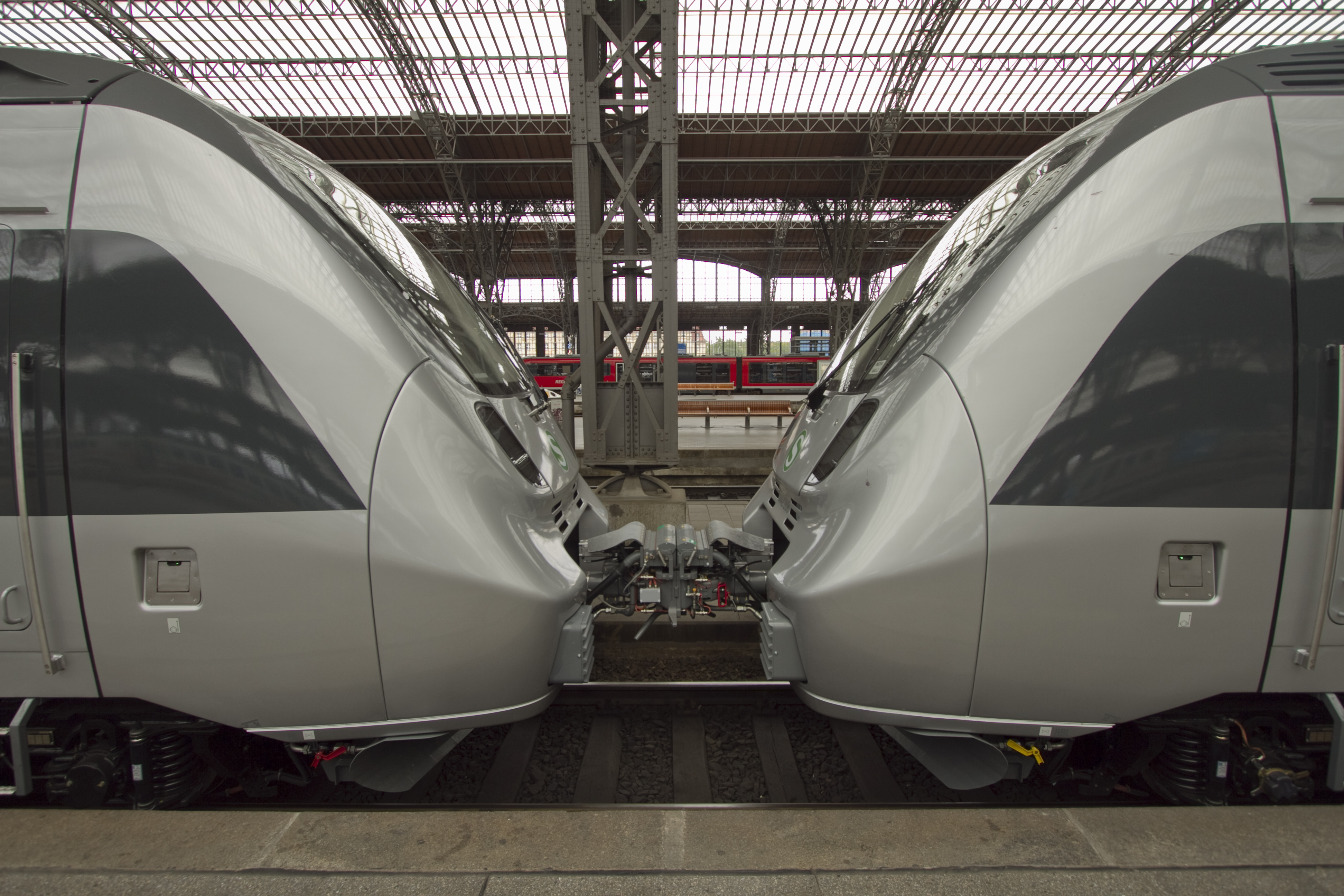
Två enheter ihopkopplade på Leipzigs centralstation
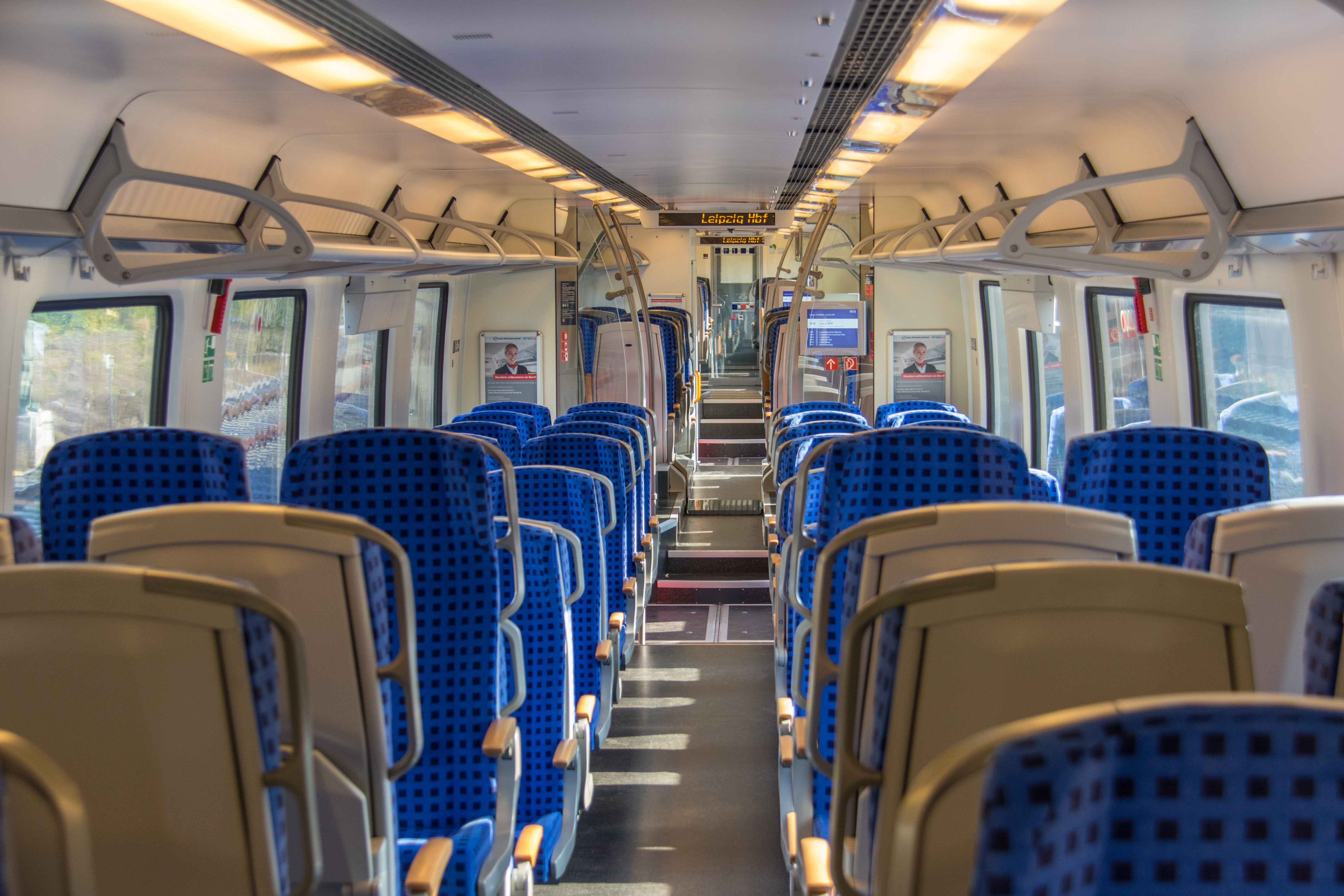
Interiör
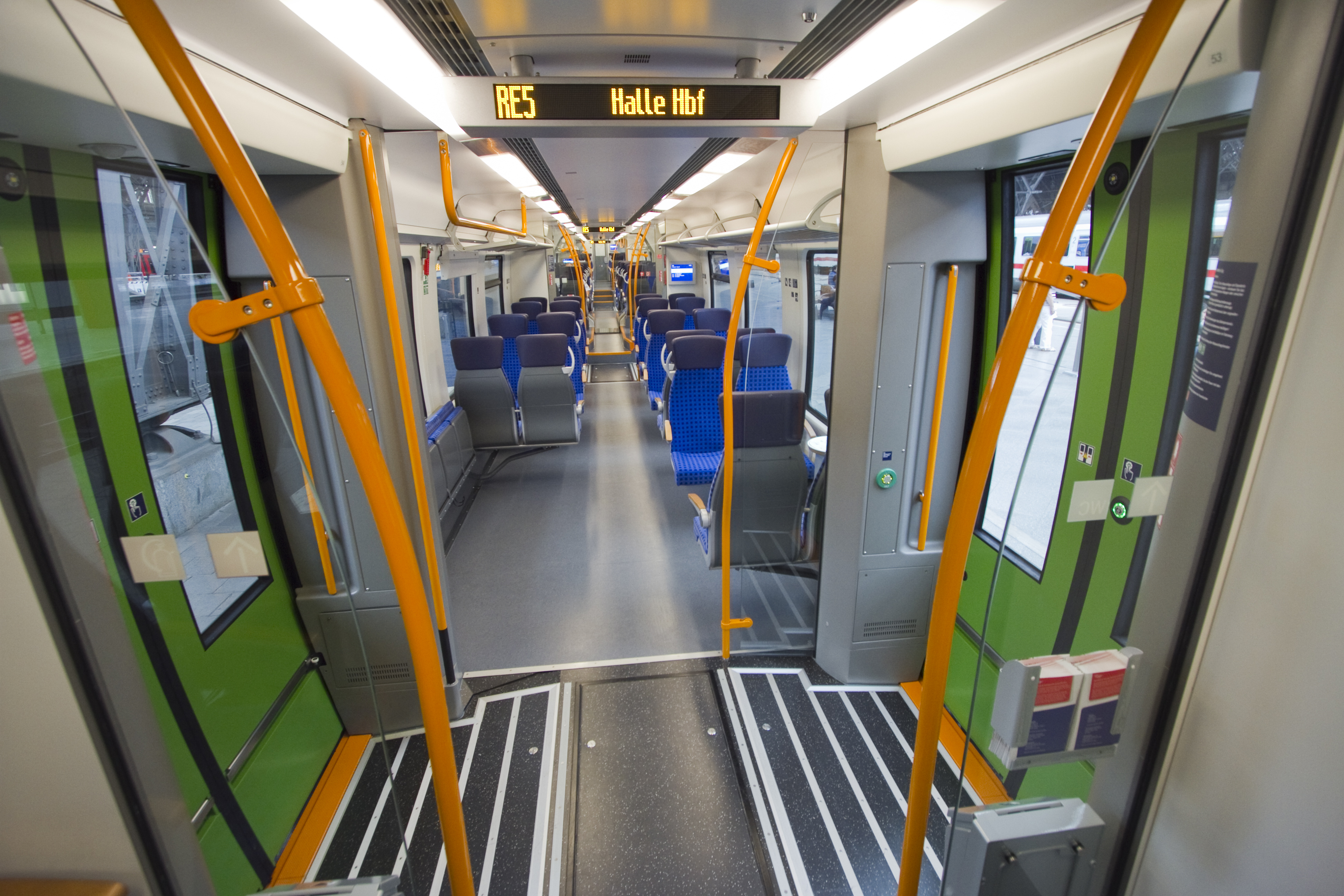
Interiör

#### DB Class 182 (ES 64 U2)
Innan alla Talent 2-tågsätt hade kommit, användes el-loken BR 182 tillsammans med dubbeldäckarvagnar på pendeltågslinjerna. Även om oken har en maxhastighet på 230 km/h fick de endast gå i 160 km/h på grund av vagnarnas bromsförmåga. När samtliga tågsätt av Talent-2 hade kommit, behövdes inte loken längre och används på andra platser i Tyskland .

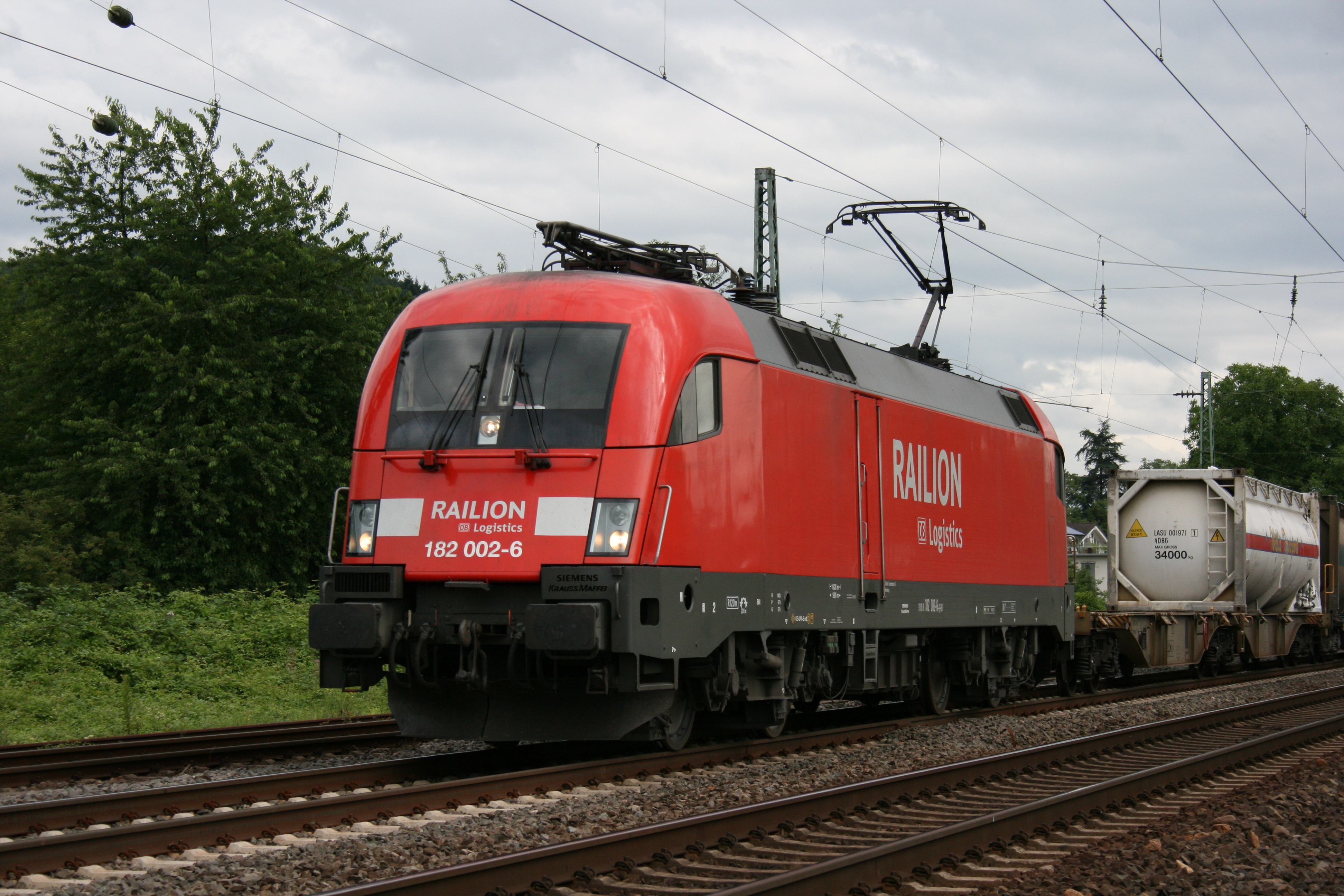
Br 182
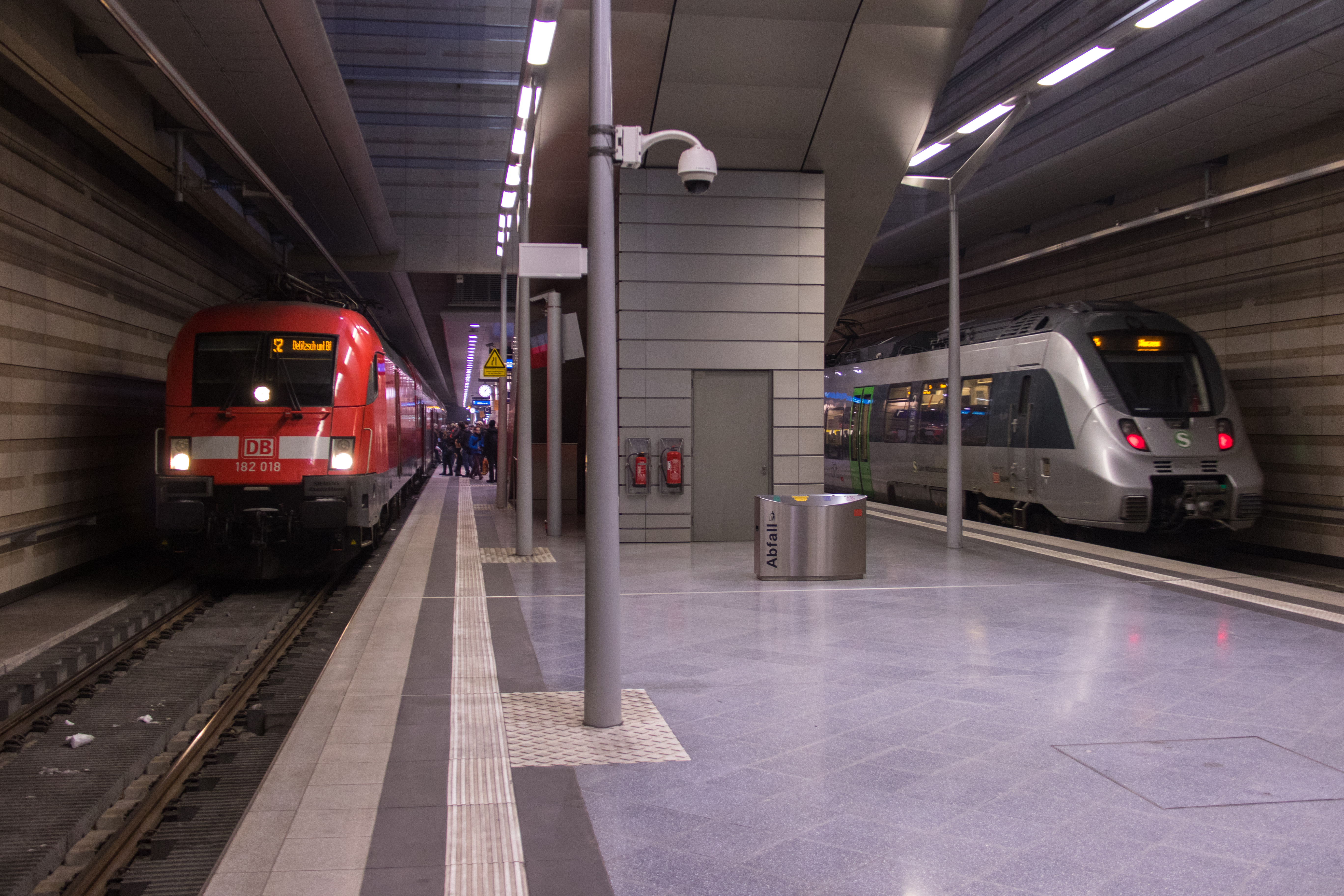
Br182 bredvid Talent 2 på Leipzigs centralstation.
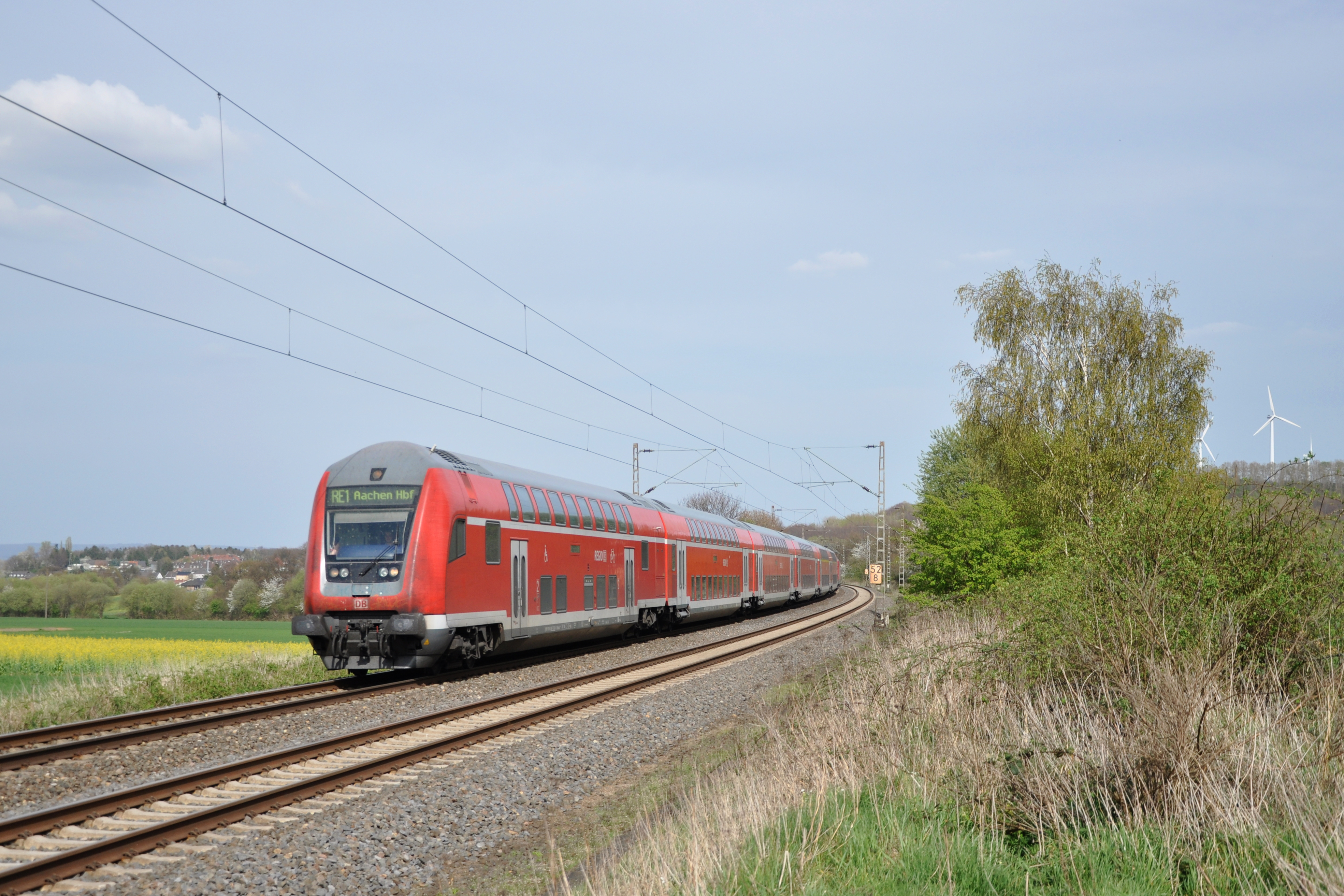
Dubbeldäckare och Br 182